# Baddeck
Baddeck är en ort i Kanada.   Den ligger i provinsen Nova Scotia, i den östra delen av landet, 1 200 km öster om huvudstaden Ottawa. Baddeck ligger 2 meter över havet och antalet invånare är 769.
Terrängen runt Baddeck är platt åt sydväst, men norrut är den kuperad. Havet är nära Baddeck åt sydost. Trakten är glest befolkad. Det finns inga andra samhällen i närheten. 